# Hostni kukmak
Hostni kukmak (znanstveno ime Agaricus sylvicola) je gliva iz rodu kukmakov (Agaricus).

## Značilnosti
Klobuk ima premer od 6 do 14 cm in je najprej polkrogel, kasneje se rapre. Je bele do rumenkaste barve, mesnat in majhno topo grbico na sredini. Površina je svilnata do rahlo vlaknata. Ob pritisku porumeni.
Lističi niso pripeti na bet in zelo gosti. Pri mladih gobah belkasti, kasneje sivkasto rdeči in na koncu temno rdeči do črno rjavi.
Bet je visok od 5 do 10 cm in širok od 1,5 do 3 cm. Je vitke, valjaste oblike in votel. Proti vrhu je rahlo zožen, nad tankim visečim obročkom svilnato vlaknast, pod njim pa kosmičast. V dnišču je značilno razširjen.
Meso je belo rumeni ob rezanju ali poškodbah in prijetno diši po janežu in včasih tudi po mandljih.

## Razširjenost in življenjski prostor
Razširjena je v Severni Ameriki in Evropi. Raste večinoma posamično kot gniloživka od poletja do pozne jeseni (julij-oktober) v borovih in smrekovih gozdovih, pa tudi pod bukvami.

## Mikroskopske značilnosti
Trosni odtis je vijoličasto rjave barve. Trosi so elipsoidni, gladki, brez kalilnih por in merijo 6–7,5 × 4–5,5 μm.

## Podobne vrste
- koničasta mušnica (Amanita virosa) je zelo strupena in mlada spominja na hostnega kukmaka, a nikoli ne porumeni in ima lupinast ovoj v dnišču
- karbolni kukmak (Agaricus xanthodermus) je strupen in diši po karbolu
- poljski kukmak (Agaricus arvensis) ravno tako rumeni in ima vonj po janežu, a raste v travnatih okoljih.

## Uporabnost
Užitna, okusna goba. Prijeten vonj po janežu povzročajo majhne količine benzil alkohola in benzaldehida. Gliva ima sposobnost kopičenja kadmija; koncentracija tega elementa v gobah je lahko do 300-krat višja od koncentracije v tleh, zato nabiranje na onsenaženih mestih ni priporočljivo.